# Mario Revelli de Beaumont
Mario Revelli de Beaumont, né le 25 juin 1907 à Rome et mort le 29 mai 1985 à Grugliasco, est un concepteur automobile italien.

## Biographie
Issu d'une famille de la noblesse piémontaise, le comte Mario Revelli hérita de la passion pour la mécanique de son père, Abiel Bethel Revelli di Beaumont, officier d'artillerie de l'armée du Roi d'Italie et concepteur d'armes automatiques.
En 1922 il fréquente l'École Royale militaire de Nunziatella à Naples mais, parallèlement sous l'influence de son frère ainé Gino, il consacre une partie de son temps à la conception de châssis de motos, pour le compte de la société de construction mécanique et concessionnaire de la marque de motos italiennes Galloni, qu'il gérait à Turin.

### Ses débuts dans le motocyclisme
Après avoir participé à quelques courses amateur de moto, en 1924 les deux frères construisent la "GR 500", une moto de course équipée d'un moteur monocylindre de 499 cm3 qui permit à Mario de remporter le Grand Prix des Nations 1925 ainsi que le titre de "Champion d'Europe FICM". C'est ainsi qu'il se fera connaître du grand public avec le surnom "Adolescent Champion" qui lui a été attribué par la presse sportive.
En 1926, Revelli participe au Championnat moto italien de vitesse, en classe 500 cm3 qui se déroula le 2 mai. Il termina second après une rude bagarre au coude à coude avec Achille Varzi, le vainqueur. Le 11 juillet, sur le "Circuit du Lario, il sera privé du podium à cause de l'éclattement d'un pneumatique dans le dernier tour juste avant l'arrivée. Sa carrière de pilote de course a pris fin le 9 avril 1927 quand une voiture lui coupa la route et le percuta accidentellement Cours Vittorio Emmanuele II à Turin, détruisant la moto et le forçant à une longue convalescence pour soigner ses graves blessures.

### Les automobiles
Après avoir terminé ses études à Naples, il commence sa carrière professionnelle à Turin dans l'atelier de celui qui deviendra le maître Pininfarina où il contribua activement à la création de carrosseries pour de nombreuses voitures "fuoriserie" (sur mesure), typiques en Italie à cette époque, à partir de châssis réputés comme Isotta Fraschini et Fiat 525.
Ayant acquis une bonne réputation, beaucoup d'autres grands ateliers de carrosserie italiens firent appel à lui, notamment Ghia, Garavini, Montescani ou Casaro. En 1929 il rejoint le constructeur automobile italien Fiat et sa division Carrosseries Spéciales où il se consacre principalement à la conception de modèles de luxe et de sport. Il participe également à la mise au point de plusieurs autres modèles de série et de niveau plus populaires. Il a également opéré dans la division Fiat Aviazione où il assura la conception des cockpits d'avions de chasse Fiat.
Pendant les années passées chez Fiat, il a travaillé sur certains projets spéciaux, tels que le concept de voiture monospace, très novateur pour l'époque et qui débouchera en 1957 sur la Fiat Multipla. Ces études et projets resteront sans suite pendant plusieurs années et Fiat ne s'en servira qu'une vingtaine d'années plus tard.
En 1930, l'atelier de carrosserie Farina devient la société Pininfarina et Mario Revelli di Beaumont obtient de la direction de Fiat un statut de consultant extérieur pour pouvoir aussi collaborer avec cette nouvelle entité dont il connaissait le fondateur Gian-Battista Pinin Farina.
En 1935, il signe la ligne très novatrice pour l'époque, de la Fiat 1500, une berline aérodynamique de haut standing avec un moteur 6 cylindres. Ceci grâce à l'étroite relation de confiance qu'il entretenait avec le fondateur de Fiat, le sénateur Giovanni Agnelli.
Il raconta, dans les années 1980, alors qu'il enseignait toujours à l'École des Arts Appliqués et de Design à Turin, comment avait réagi le sénateur Agnelli à la présentation de la maquette en plâtre, à l'échelle 1: 1, de la future Fiat 1500 dans l'atelier des bureaux d'études Fiat installés au dernier étage du bâtiment général dans la nouvelle usine Fiat-Mirafiori.
Après avoir observé très attentivement la maquette sous tous les angles, il a déclaré en piémontais : "A'm pias propi nen" (elle ne me plais vraiment pas). Devant le visage consterné de Revelli qui lui demanda : «Sénateur, mais alors nous ne la ferons pas ?" Il répondit sèchement : "No, fumla püra, a l'ha nen da piaseme a mi." (Non, faites là donc, elle ne doit pas plaire qu'à moi).
Durant le milieu des années 1930, il dessina les carrosseries de nombreuses voitures de sport.
À partir de la seconde moitié des années 1930, il collabora essentiellement avec les bureaux de design Pininfarina, Viotti et Bertone. À cette période, la tendance en Europe était aux lignes sinueuses et aérodynamiques, avec des carénages imposants. Ce style, baptisé "flamboyant", connu, avec Mario Revelli, son meilleur défenseur en Italie. À ce propos il faut signaler la réalisation en 1938 d'un autobus équipé en station de radio mobile, construit par Viberti sur un châssis Alfa Romeo sur commande de la société radiophonique italienne qui deviendra la RAI en 1954.
En 1940, il conçoit le projet d'une voiture monospace pour taxis et l'année suivante une voiture urbaine à 3 roues (Elettropattino), toutes deux fonctionnant avec un moteur électrique.
Son style, très personnel, a eu une grande influence sur les productions de Pininfarina, en particulier sur les trois jeunes designers qui connaîtront un grand succès : Giovanni Michelotti, Felice Bianchi et Franco Martinengo.
Avec le déclenchement de la Seconde Guerre mondiale, il se convertit dans la transformation de modèles civils en véhicules militaires. Particulièrement importante sera sa participation à l'adaptation de la Fiat 1100 en ambulance avec la Carrozzeria Viotti de Turin.
Peu avant la fin de la guerre, il sera emprisonné par les Allemands sur des soupçons, parce qu'il appartenait à la noblesse italienne, d'être fidèle à la monarchie. Il a été libéré par les partisans.
Au lendemain de la guerre, Mario Revelli di Beaumont repris sa collaboration avec Pininfarina, Fiat, Siata et Viotti. C'est avec Viotti qu'il utilisera son expérience dans la conception des ambulances pour mettre au point son fameux concept de «carrosserie fonctionnelle" qu'il matérialisera avec la "Fiat 1100 Viotti Giardinetta" en 1946. Cette voiture marquera la naissance des breaks modernes, les "station wagon".
En 1952, missionné par General Motors, il se rend aux États-Unis pour former le bureau d'études à la conception et la réalisation de projets de petites voitures urbaines.
En 1954 il revient en Italie, où il commence à travailler pour Simca, la filiale française du constructeur italien Fiat, pour qui il adapte la carrosserie de la Simca 8, clone de la Fiat 508C Balilla et conçoit la Simca Aronde. Sa principale intervention pour le constructeur français restera la ligne de la Simca 1000, créée sur un projet Fiat. Il a également participé à la définition des Simca 1300 / 1500.
Il a également signé le dessin du projet de moto futuriste "Chimera" du constructeur italien  Aermacchi présentée au Salon de Milan en 1956.
En 1963, il collabore à nouveau sur de nouveaux projets avec Pininfarina, noue de nouveaux contacts et devient consultant pour des sociétés d'outre-atlantique.
Même âgé, Mario Revelli di Beaumont donnera des cours et des conférences à l'École d'Art et de Design de Turin comme à l'Art Center College of Design de Pasadena en Californie. Tout au long de sa carrière, il a déposé 35 brevets parmi lesquels ine de mentionner le déflecteur, le verrouillage centralisé, la poignée encastrée, le pare-chocs à encaissement d'énergie et la direction anti-vibration.
Mario Revelli di Beaumont est décédé le 29 mai 1985 à Grugliasco et est considéré comme un des pères fondateurs du design automobile italien.

## Réalisations
- moto GR 500

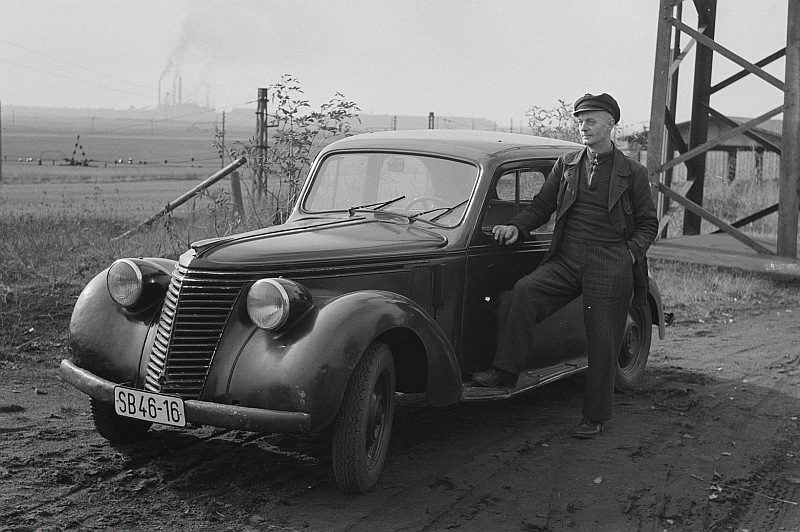
Fiat 1500 (1935)

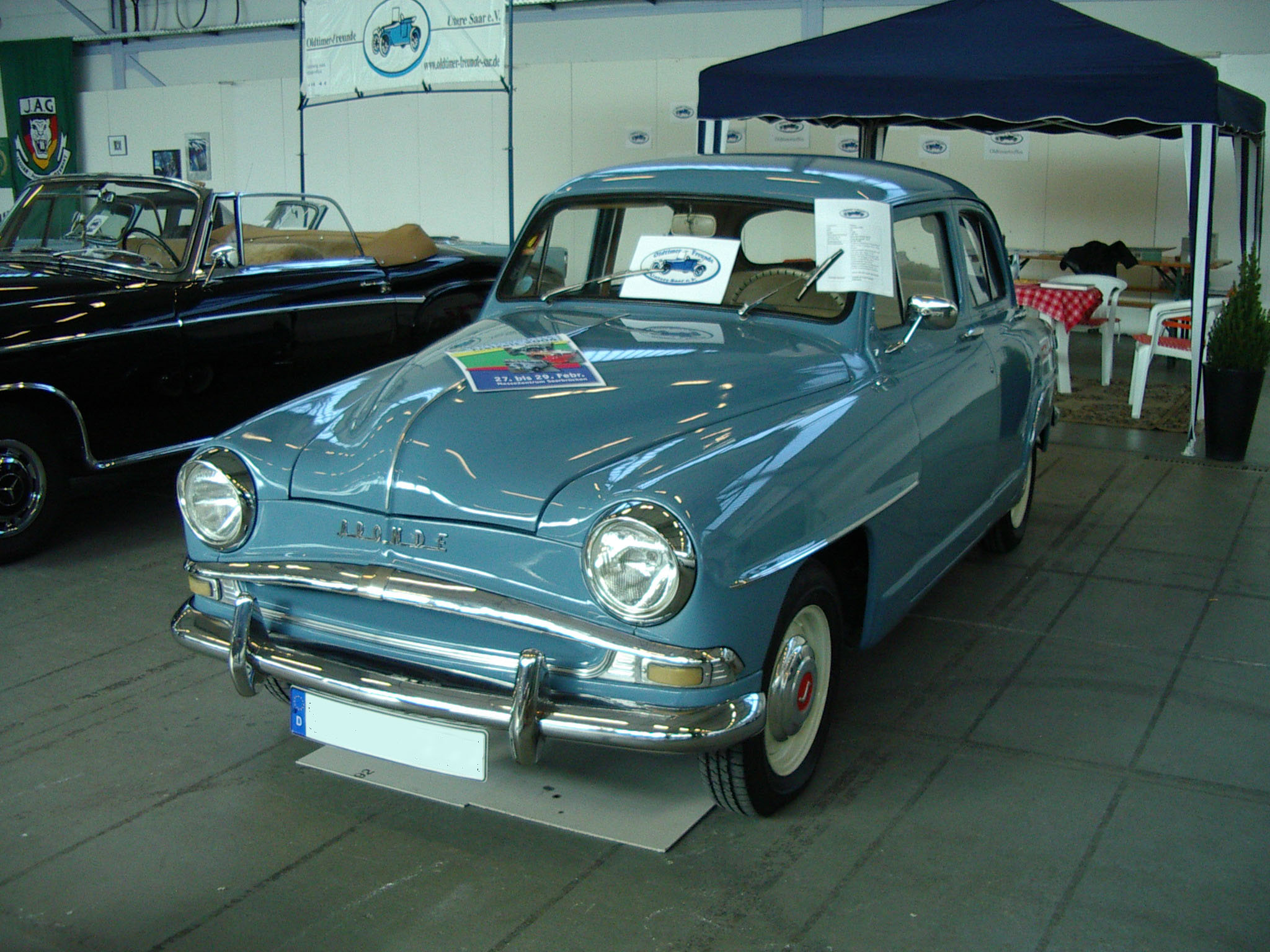
Simca Aronde (1954)

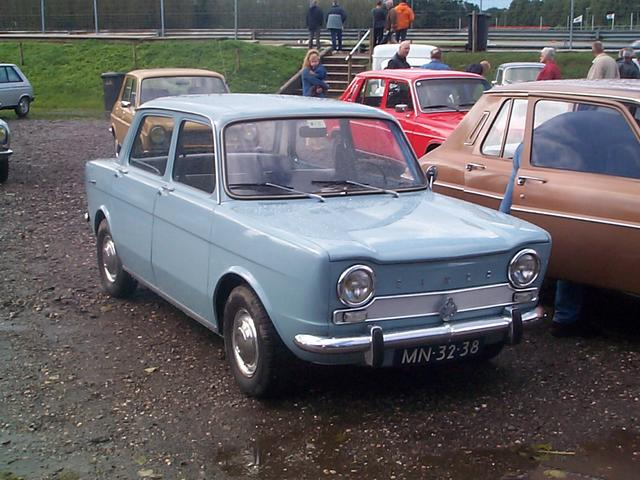
Simca 1000

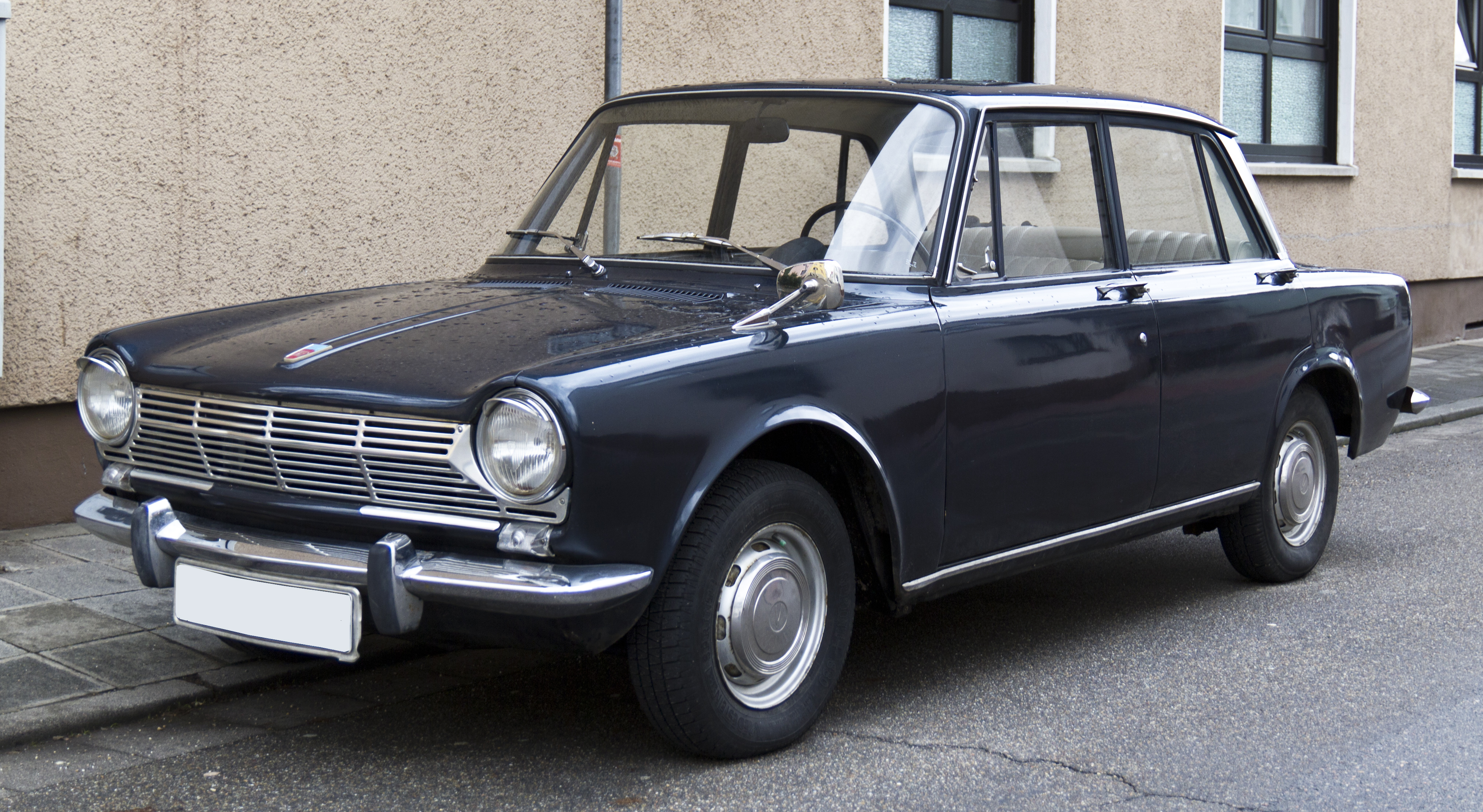
Simca 1300/1500 (1963)

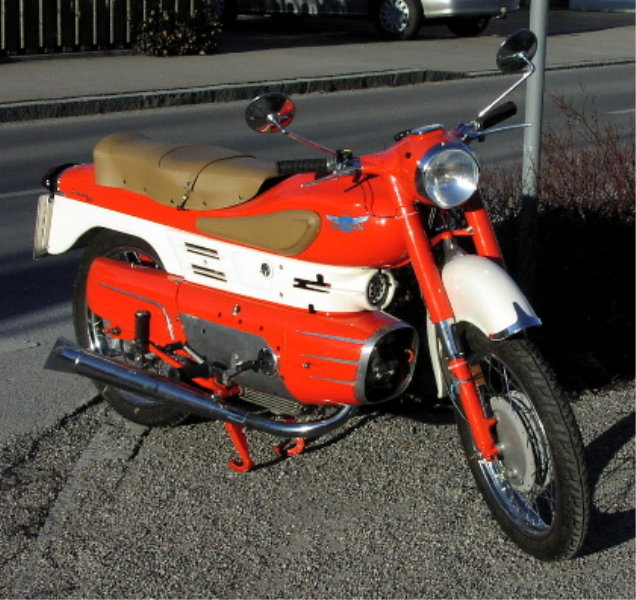
Moto Aermacchi Chimera (1956)

- Isotta Fraschini modèles fuoriserie
- Fiat 525 modèles fuoriserie
- Fiat 1500
- Autobus Alfa Romeo EIAR
- Fiat 1100 Ambulance
- Fiat 1100 Viotti Giardiniera
- Simca 8
- Simca Aronde
- Simca 1000
- Simca 1300 / 1500
- moto Aermacchi Chimera